# Jérémy Cadot
Jérémy Cadot (Lens, 1986. november 7. –) Európa-bajnok, olimpiai ezüstérmes francia tőrvívó.